# Ludovico Gioja
Ludovico Gioja (Piacenza, 11 settembre 1845 – Genova, 10 dicembre 1924) è stato un diplomatico italiano.

## Biografia
Nato da Pietro e Maria Sacchini ha conseguito la laurea in Giusriprudenza presso l'Università di Torino il 30 luglio 1867. Entrò in carriera diplomatica in seguito ad esame di concorso nel febbraio del 1871. Nel novembre 1872 ricevette il suo primo incarico a Costantinopoli.
Nel 1876 fu incaricato di reggere il consolato a Lione per ritornare pochi mesi più tardi a prestare servizio al Ministero. Nello stesso anno fu destinato a reggere il consolato a Rio de Janeiro fino al 1879, anno in cui ritornò al Ministero.
Nel 1879 fu destinato a Tunisi, poi trasferito a Sulina (Romania); dopo poco tempo fu nuovamente trasferito a Cardiff.
Nel 1882 fu trasferito a Callao (Perù) per essere, in seguito, nuovamente collocato a disposizione del Ministero. In pari data ottenne la promozione a vice console di 1ª classe.
Nell'agosto del 1885 fu incaricato con patenti di console a reggere il consolato in Panamà, nel 1886 a Trebisonda e nel 1890 a Rosario. Nel 1891 viene incaricato di reggere il consolato di Santa Fè. 
Sei anni più tardi fu trasferito a San Paolo con patenti di console generale. Nel 1900 fu trasferito a Buenos Aires con patenti di console generale.
Il 24 ottobre del 1910 fu collocato a riposo.